# Patellapis andreniformis
Patellapis andreniformis är en biart som först beskrevs av Heinrich Friese 1925.  Patellapis andreniformis ingår i släktet Patellapis och familjen vägbin. Inga underarter finns listade i Catalogue of Life.